# Saint-Evroult-Notre-Dame-du-Bois
Saint-Évroult-Notre-Dame-du-Bois redirige ici.
Saint-Evroult-Notre-Dame-du-Bois est une commune française, située dans le département de l'Orne en région Normandie, peuplée de 440 habitants.

## Géographie
La commune est en pays d'Ouche. La Charentonne prend sa source à Saint-Evroutl-Notre-Dame-du-Bois puis se dirige vers le nord (communes de La Gonfrière et Bocquencé). La Charentonne longe le lac de Saint-Evroult.
La commune est recouverte par la forêt de Saint-Evroult sur plus de la moitié de son territoire (environ 2 400 hectares). Plusieurs étangs constituent également le paysage ébrultien.
Couvrant 3 447 hectares, le territoire de Saint-Evroult-Notre-Dame-du-Bois est le plus étendu du canton de Rai.
| Touquettes                                            | Bocquencé                          | La Gonfrière                    |
| Touquettes, La Trinité-des-Laitiers                   | Saint-Evroult-Notre-Dame-du-Bois   | La Gonfrière, Gauville          |
| Cisai-Saint-Aubin, Orgères (par un angle), Échauffour | Échauffour, Saint-Pierre-des-Loges | Beaufai, Saint-Pierre-des-Loges |

### Hydrographie
La commune est située dans le bassin Seine-Normandie. Elle est drainée par la Charentonne, la rivière de Touquettes, le ruisseau de Corru, un bras de Bréquigny, un bras de la Charentonne, un bras de Tourquettes, le cours d'eau 01 de la commune de Saint-Evroult-Notre-Dame-du-Bois, le cours d'eau 02 de la commune de la Gonfrière, le fossé 02 de la commune de Saint-Evroult-Notre-Dame-du-Bois, le fossé 04 de la commune de Saint-Evroult-Notre-Dame-du-Bois, le fossé 07 de la commune de Saint-Evroult-Notre-Dame-du-Bois, le fossé 08 de la commune de Saint-Evroult-Notre-Dame-du-Bois, le fossé 09 de la commune de Saint-Evroult-Notre-Dame-du-Bois, le fossé 13 de la commune de Saint-Evroult-Notre-Dame-du-Bois, le ruisseau de Brequigny, le ruisseau de la Fontaine Saint-Evroult, le ruisseau de Tremont et le ruisseau des Vaux,,.
La Charentonne, d'une longueur de 63 km, prend sa source dans la commune  et se jette  dans la Risle à Nassandres sur Risle, après avoir traversé 16 communes. 
Huit plans d'eau complètent le réseau hydrographique : le Petit étang (0,28 ha), l'étang de Charentonne (8,86 ha), l'étang de Saint-Clair (0,9 ha), l'étang des Saints-Pères (6,75 ha), l'étang du Buzot, d'une superficie totale de 1,3 ha (0,97 ha sur la commune), l'étang du Débuzot (1,72 ha), l'étang Marot, d'une superficie totale de 0,1 ha (0,06 ha sur la commune) et l'étang Neuf, d'une superficie totale de 1,5 ha (0,75 ha sur la commune),.

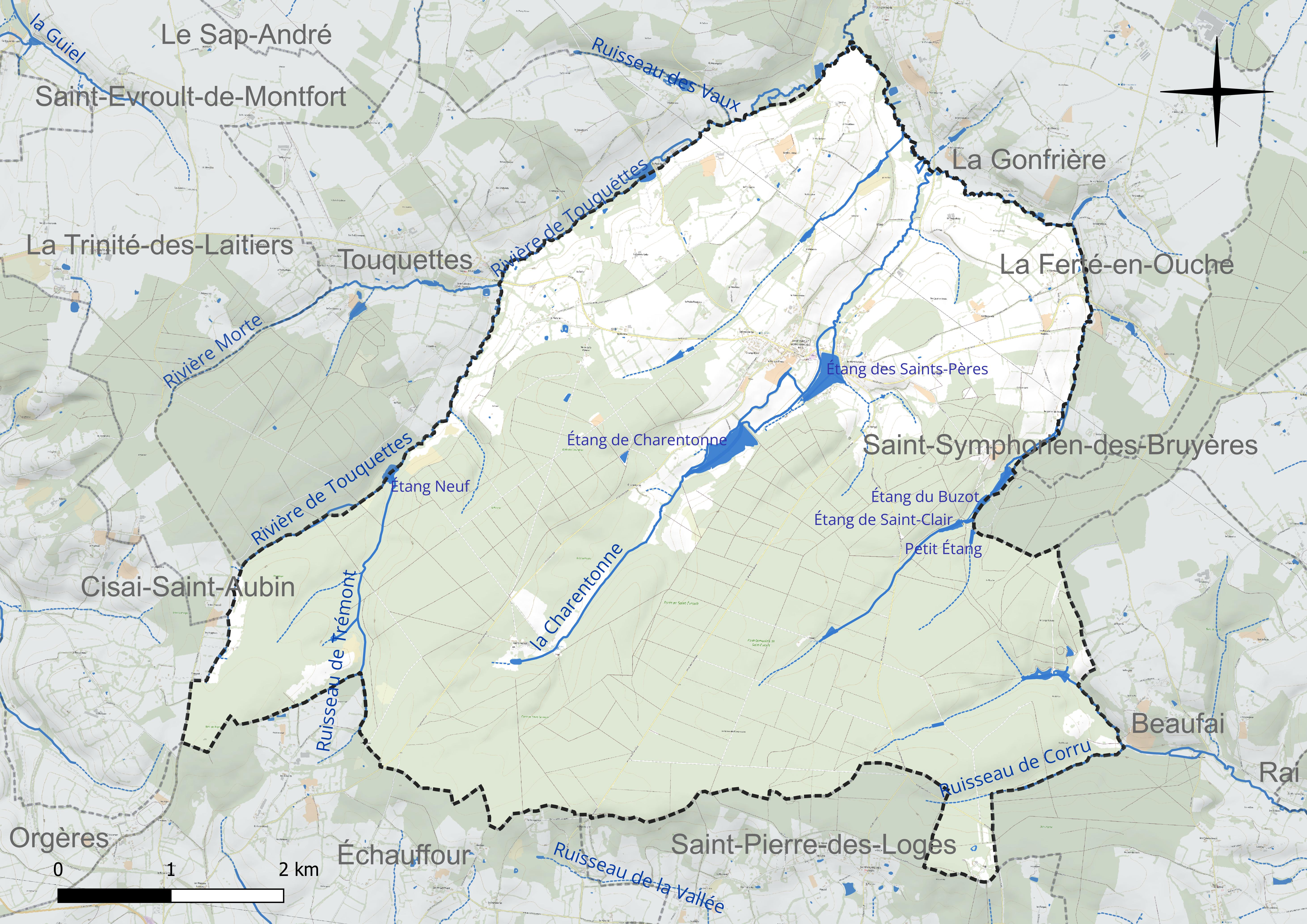
Réseau hydrographique de Saint-Evroult-Notre-Dame-du-Bois.

### Climat
Pour des articles plus généraux, voir Climat de la Normandie et Climat de l'Orne.
En 2010, le climat de la commune est de type climat océanique dégradé des plaines du Centre et du Nord, selon une étude du CNRS s'appuyant sur une série de données couvrant la période 1971-2000. En 2020, Météo-France publie une typologie des climats de la France métropolitaine dans laquelle la commune est dans une zone de transition entre le climat océanique et le climat océanique altéré et est dans la région climatique Normandie (Cotentin, Orne), caractérisée par une pluviométrie relativement élevée (850 mm/a) et un été frais (15,5 °C) et venté. Parallèlement le GIEC normand, un groupe régional d’experts sur le climat, différencie quant à lui, dans une étude de 2020, trois grands types de climats pour la région Normandie, nuancés à une échelle plus fine par les facteurs géographiques locaux. La commune est, selon ce zonage, exposée à un « climat contrasté des collines », correspondant au Pays d'Ouche et au Perche et bénéficiant d’un caractère continental affirmé avec des précipitations atténuées et des amplitudes thermiques fortes.
Pour la période 1971-2000, la température annuelle moyenne est de 9,8 °C, avec une amplitude thermique annuelle de 14,3 °C. Le cumul annuel moyen de précipitations est de 822 mm, avec 12,9 jours de précipitations en janvier et 8,5 jours en juillet. Pour la période 1991-2020, la température moyenne annuelle observée sur la station météorologique la plus proche, située sur la commune de La Ferté-en-Ouche à 7 km à vol d'oiseau, est de 10,6 °C et le cumul annuel moyen de précipitations est de 797,5 mm,. Pour l'avenir, les paramètres climatiques de la commune estimés pour 2050 selon différents scénarios d’émission de gaz à effet de serre sont consultables sur un site dédié publié par Météo-France en novembre 2022.

## Urbanisme

### Typologie
Au 1er janvier 2024, Saint-Evroult-Notre-Dame-du-Bois est catégorisée commune rurale à habitat dispersé, selon la nouvelle grille communale de densité à sept niveaux définie par l'Insee en 2022.
Elle est située hors unité urbaine. Par ailleurs la commune fait partie de l'aire d'attraction de L'Aigle, dont elle est une commune de la couronne,. Cette aire, qui regroupe 32 communes, est catégorisée dans les aires de moins de 50 000 habitants,.

### Occupation des sols
L'occupation des sols de la commune, telle qu'elle ressort de la base de données européenne d’occupation biophysique des sols Corine Land Cover (CLC), est marquée par l'importance des forêts et milieux semi-naturels (68,1 % en 2018), une proportion identique à celle de 1990 (68,1 %). La répartition détaillée en 2018 est la suivante : 
forêts (66,3 %), prairies (28,3 %), terres arables (2,7 %), milieux à végétation arbustive et/ou herbacée (1,8 %), zones urbanisées (1 %). L'évolution de l’occupation des sols de la commune et de ses infrastructures peut être observée sur les différentes représentations cartographiques du territoire : la carte de Cassini (XVIIIe siècle), la carte d'état-major (1820-1866) et les cartes ou photos aériennes de l'IGN pour la période actuelle (1950 à aujourd'hui).

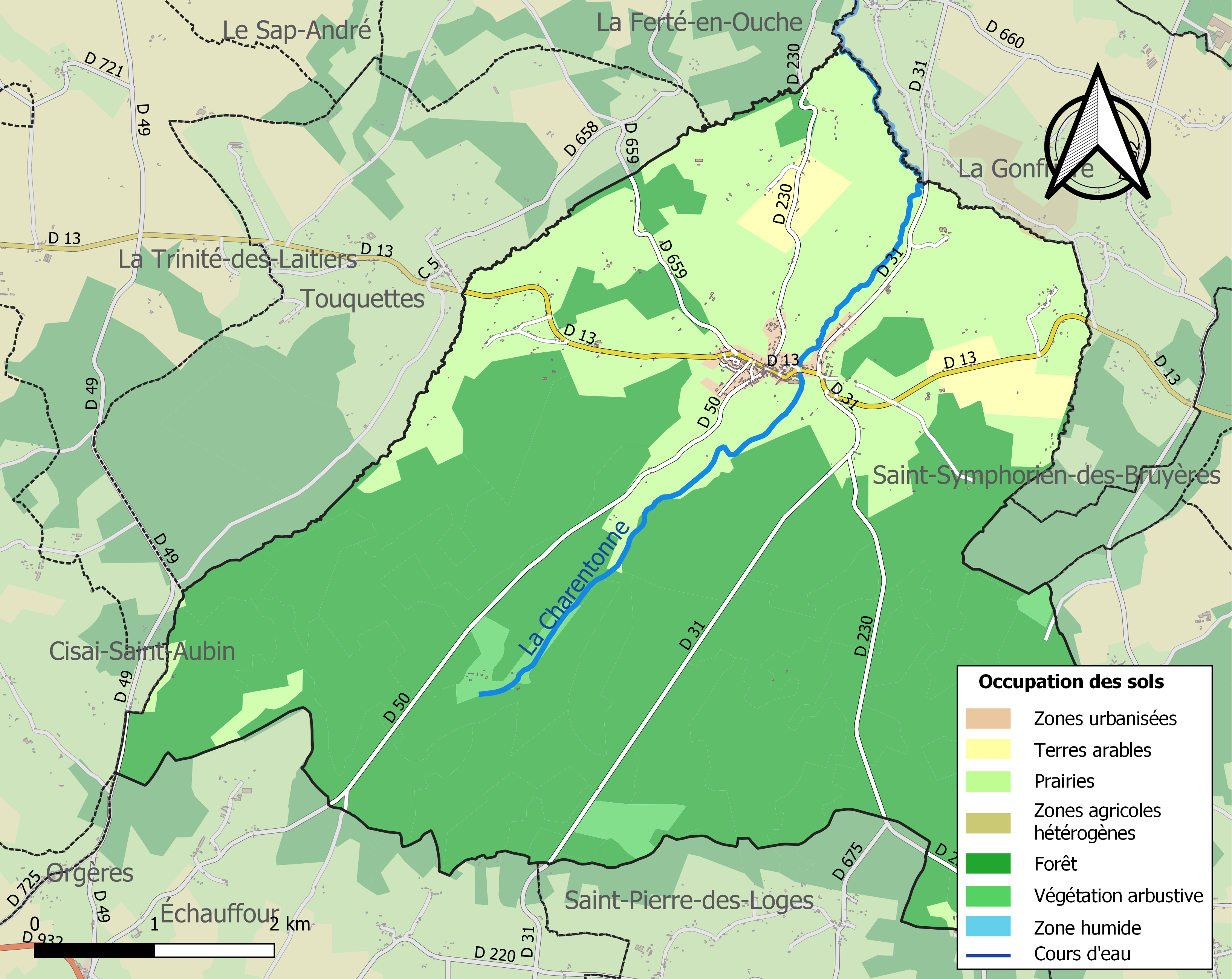
Carte des infrastructures et de l'occupation des sols de la commune en 2018 (CLC).

## Toponymie
Le nom de la localité est attesté sous les formes Sancti Ebrulfi et monasterium Sancti Petri en 900, Sanctus Ebrulfus en 1050, Saint-Evroult en 1358, Ouches Saint Evroult en 1793, Saint-Evroult-Notre-Dame-du-Bois en 1801.
La paroisse était dédiée à Évroult d'Ouche, fondateur au VIIe siècle de l'abbaye d'Ouche.
Le gentilé est Ébrultien.

## Politique et administration
| Période                                  | Période   | Identité     | Étiquette | Qualité           |
| ---------------------------------------- | --------- | ------------ | --------- | ----------------- |
| 1989                                     | mars 2014 | Gilles Simon | SE        | Chef d'entreprise |
| mars 2014                                | En cours  | Hervé Harel  | SE        | Agriculteur       |
| Les données manquantes sont à compléter. |           |              |           |                   |

Le conseil municipal est composé de onze membres dont le maire et trois adjoints.

## Démographie
L'évolution du nombre d'habitants est connue à travers les recensements de la population effectués dans la commune depuis 1793. Pour les communes de moins de 10 000 habitants, une enquête de recensement portant sur toute la population est réalisée tous les cinq ans, les populations de référence des années intermédiaires étant quant à elles estimées par interpolation ou extrapolation. Pour la commune, le premier recensement exhaustif entrant dans le cadre du nouveau dispositif a été réalisé en 2004.
En 2022, la commune comptait 440 habitants, en évolution de −4,35 % par rapport à 2016 (Orne : −3,21 %, France hors Mayotte : +2,11 %).
Au premier recensement républicain, en 1793, Saint-Evroult-Notre-Dame-du-Bois comptait 902 habitants, population jamais atteinte depuis.
| 1793 | 1800 | 1806 | 1821 | 1836 | 1841 | 1846 | 1851 | 1856 |
| ---- | ---- | ---- | ---- | ---- | ---- | ---- | ---- | ---- |
| 902  | 672  | 790  | 771  | 813  | 879  | 853  | 795  | 894  |

| 1861 | 1866 | 1872 | 1876 | 1881 | 1886 | 1891 | 1896 | 1901 |
| ---- | ---- | ---- | ---- | ---- | ---- | ---- | ---- | ---- |
| 850  | 822  | 755  | 743  | 740  | 813  | 829  | 795  | 770  |

| 1906 | 1911 | 1921 | 1926 | 1931 | 1936 | 1946 | 1954 | 1962 |
| ---- | ---- | ---- | ---- | ---- | ---- | ---- | ---- | ---- |
| 744  | 738  | 700  | 689  | 596  | 527  | 564  | 524  | 527  |

| 1968 | 1975 | 1982 | 1990 | 1999 | 2004 | 2006 | 2009 | 2014 |
| ---- | ---- | ---- | ---- | ---- | ---- | ---- | ---- | ---- |
| 455  | 387  | 431  | 383  | 430  | 438  | 432  | 452  | 449  |

| 2019 | 2022 | - | - | - | - | - | - | - |
| ---- | ---- | - | - | - | - | - | - | - |
| 442  | 440  | - | - | - | - | - | - | - |

## Économie
Saint-Evroult-Notre-Dame-du-Bois possède une économie rurale.
La commune développe progressivement le tourisme et les activités de loisirs en s"appuyant sur son patrimoine historique (abbaye de Saint-Evroult) et ses spécificités géographiques. L'étang des Saint-Pères accueille une base de loisirs avec des différentes activités (mini-golf, pédalos, snack restauration, etc.). La commune inaugure en avril 2018 le premier Parcabout de Normandie, parc acrobatique dans les arbres.

## Lieux et monuments

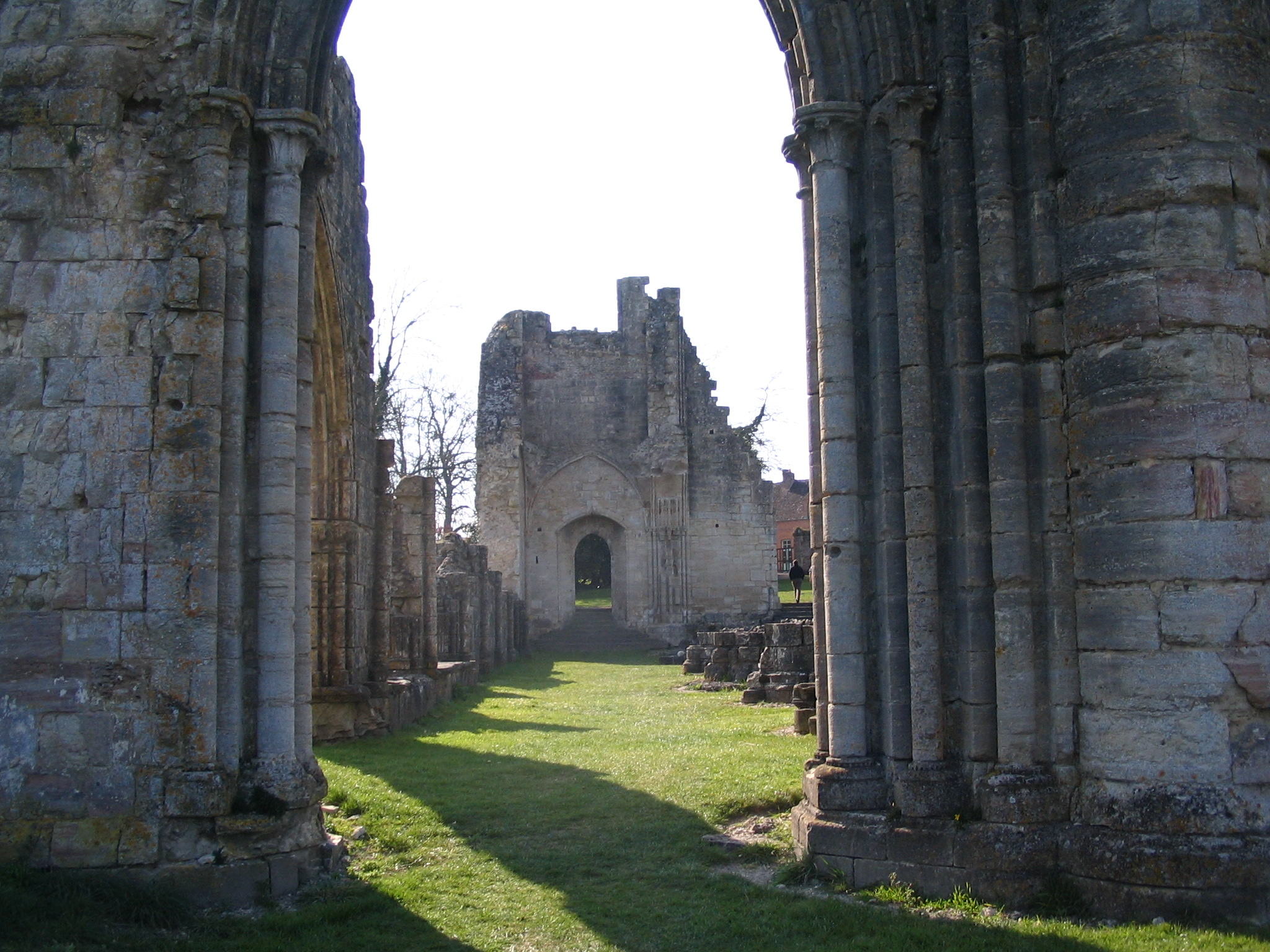
Vue de la partie ruinée de l'abbaye de Saint-Évroult.

- Ruines de l'abbaye de Saint-Évroult des XIe et XIIIe siècles, classée Monument historique[44]..
- Le château de Saint-Évroult et la chapelle Saint-Hubert (XIXe siècle) à la source de la Charentonne.
- L'église paroissiale Saint-Évroult du XIXe siècle, abritant trois retables classés à titre d'objets aux Monuments historiques[45].
- Ruine de l'ancienne église paroissiale du Mont-Deraine (XVIe siècle).
- Château des Houlettes, à l'extrême sud du territoire, près de Saint-Pierre-des-Loges.
- Musée de l'abbaye de Saint-Évroult.

## Activité et manifestations
- En 2014, du 1er au 10 août, est organisé le 4e Eurojam de l'Union internationale des guides et scouts d'Europe, un évènement rassemblant plus de 13 000 participants[46], faisant ainsi de la ville la 4e ville la plus peuplée du département le temps de l'évènement[47]. Cette manifestation commémore aussi les 100 ans du début de la Première Guerre mondiale.

## Personnalités liées à la commune
- Évroult d'Ouche (627-706).